# Paralabidochromis beadlei
Paralabidochromis beadlei é uma espécie de peixe da família Cichlidae.
É endémica do Uganda.